# ファン・ソヌ
- ファン・ソンウ
- 黄宣優

ファン・ソヌ（朝: 황선우、Hwang Sun-woo、2003年5月21日 - ）は、韓国の男子競泳自由形選手。

## 経歴
2020年東京オリンピックでは100m自由形の予選で韓国新記録を樹立し、準決勝ではアジア新記録の47秒56で決勝に進出し、決勝では5位入賞を果たした。200m自由形の予選では1分44秒62の世界ジュニア新記録・韓国新記録を樹立、決勝では7位入賞となった。
2022年世界水泳選手権の200m自由形で韓国新記録1分44秒47で銀メダルを獲得した。
2023年世界水泳選手権の200m自由形で韓国新記録1分44秒42で銅メダルを獲得した。
2024年世界水泳選手権の200m自由形で金メダルを獲得した。

## 自己ベスト
- 100m自由形　47秒56（韓国記録）[9]
- 200m自由形　1分44秒40（韓国記録）[10]